# Vedea (okręg Giurgiu)
Vedea – wieś w Rumunii, w okręgu Giurgiu, w gminie Vedea. W 2011 roku liczyła 3108 mieszkańców.